# Isochariesthes suturalis
Isochariesthes suturalis là một loài bọ cánh cứng trong họ Cerambycidae.